# Myrbærholmen
Myrbærholmen est une île norvégienne du comté de Hordaland appartenant administrativement à Sund.

## Description
Rocheuse et couverte d'une légère végétation, elle s'étend sur environ 217 m de longueur pour une largeur approximative de 148 m. 